# Cháy rừng nhiệt đới Amazon 2019
Có ít nhất 74.155 vụ cháy rừng ở Brazil từ tháng 1 đến tháng 8 năm 2019, đại diện cho số vụ cháy rừng cao nhất kể từ khi Brasil bắt đầu thu thập dữ liệu vào năm 2013, theo Cơ quan Vũ trụ của Brasil, Viện nghiên cứu không gian quốc gia (INPE), sử dụng các vệ tinh để theo dõi các vụ cháy.
Hơn 60 phần trăm của Amazon được nằm trong biên giới của Brasil, và hơn một nửa các vụ cháy rừng xảy ra trong rừng nhiệt đới Amazon, khu rừng nhiệt đới lớn nhất thế giới được coi là "quan trọng để chống lại ấm lên toàn cầu."
Có những đám cháy đang bùng cháy trong rừng nhiệt đới ở bốn bang Amazon của Brazil gồm Amazonas, Rondônia, Mato Grosso và Pará. Ít nhất 39.194 vụ cháy đã được phát hiện ở Amazonas, đây là bang lớn nhất ở Brazil (theo khu vực) và có "vùng mưa nhiệt đới lớn nhất thế giới". Brasil đã tuyên bố tình trạng khẩn cấp vào ngày 11 tháng 8.. Tuy nhiên thủ tướng Jair Bolsonaro đã yêu cầu từ chối sự giúp đỡ các quốc gia như G7, các quốc gia châu Á, hoặc các quốc gia châu Âu,... Điều này làm tệ hại dẫn đến khu vực rừng Amazon và ảnh hưởng đến biến đổi khí hậu và 20% lượng oxy do rừng Amazon cung cấp bay đi lên khí quyển và có ảnh hưởng liên quan đến trái đất sau này.

## Tổng quan
Lưu vực sông Amazon, có kích thước tương đương nước Úc, được bao phủ trong một thảm thực vật dày đặc với 400 tỷ cây. Kể từ những năm 1970, Brazil đã chặt và đốt khoảng 20% diện tích rừng, tức 300.000 dặm vuông Anh (776.996 km2), rộng hơn tiểu bang Texas. Hai phần ba rừng nhiệt đới Amazon nằm trong biên giới của Brazil.
Vào năm 2015, Viện nghiên cứu không gian quốc gia (INPE) đã tạo ra dự án Terra Brasilis lấy dữ liệu từ hệ thống cảnh báo vệ tinh phá rừng thời gian thực (DETER), thường xuyên xuất bản dữ liệu hàng tháng và hàng ngày cập nhật trang web của chính phủ Viện môi trường Brazil. DETER hỗ trợ "giám sát và kiểm soát nạn phá rừng và suy thoái rừng".
Đến ngày 11 tháng 8, Amazonas đã tuyên bố tình trạng khẩn cấp. Hình ảnh của NASA vào ngày 13 tháng 8 cho thấy khói từ đám cháy có thể nhìn thấy được từ không gian.

## Nguyên nhân

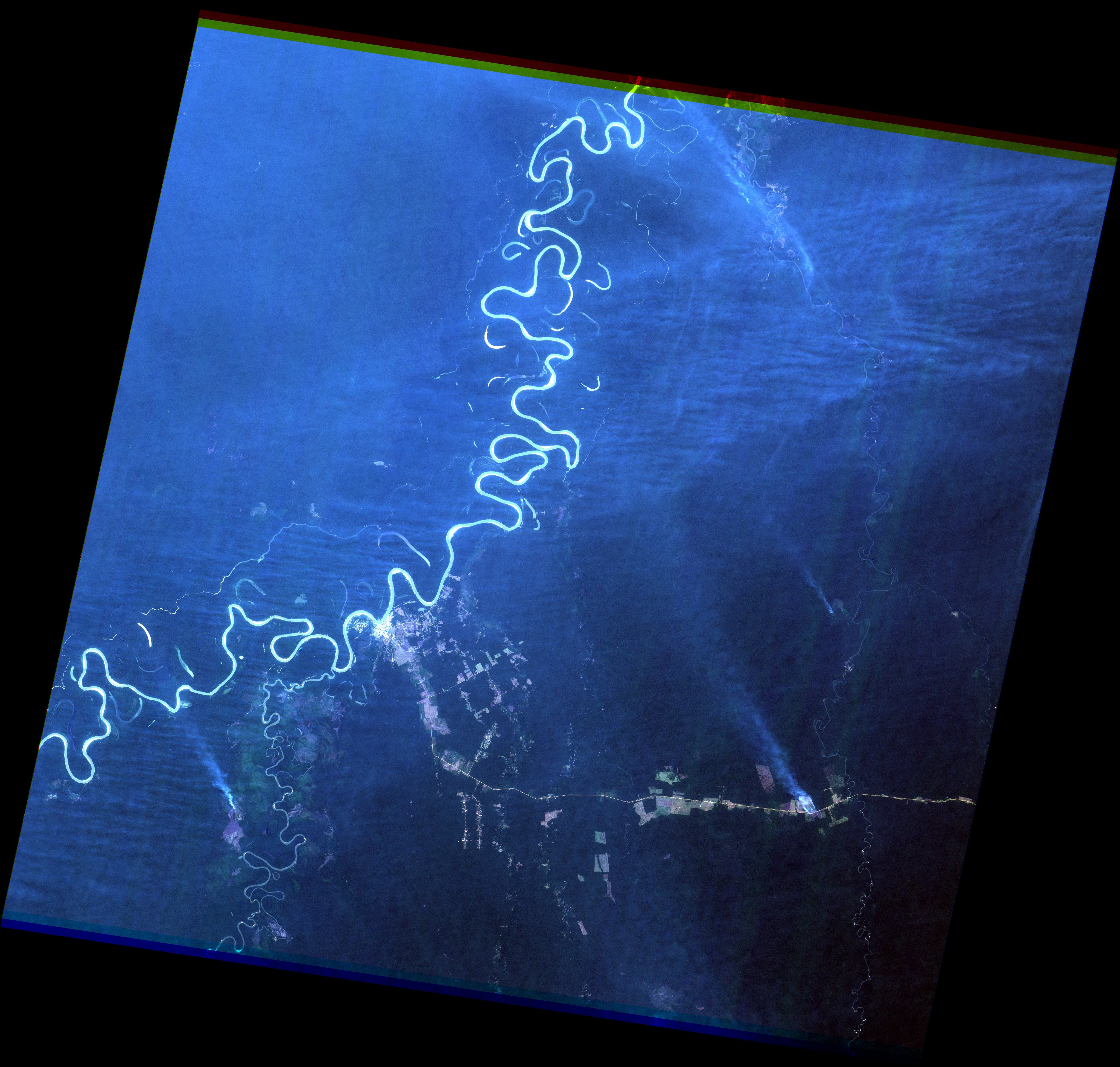
Hình ảnh vệ tinh INPE của một khu vực 70 x 70 dặm dọc theo sông Purus giữa Canutama và Lábrea ở bang Amazonas, được chụp vào ngày 16 tháng 8 năm 2019, cho thấy một số đám khói từ các vụ cháy rừng, bao gồm các khu vực đã bị phá rừng

Cháy rừng xảy ra tự nhiên trong mùa khô vào tháng 7 và tháng 8 do thời tiết khô hạn của tháng 8 cùng mùa gió khu vực Nam Mỹ đang hoạt động mạnh nên công tác dập lửa rất khó khăn. Theo Euronews, các vụ cháy rừng đã gia tăng khi ngành nông nghiệp đã "đẩy vào lưu vực Amazon và thúc đẩy nạn phá rừng". Một số vụ hỏa hoạn có thể xảy ra bởi những người nông dân muốn phá rừng hợp pháp hoặc bất hợp pháp để chăn thả gia súc. Vào tháng 8, nông dân địa phương ở bang Pará của Amazon, đã đăng một quảng cáo trên tờ báo địa phương về một queimada hoặc "Ngày cháy" vào tháng 8. Ngay sau đó, số vụ hỏa hoạn đã tăng lên. Trong những năm gần đây, "kẻ chiếm đất" (grileiros) đã chặt cây trái phép trong "lãnh thổ bản địa của Brasil và các khu rừng được bảo vệ khác trên khắp Amazon". Kể từ cuộc bầu cử vào tháng 10, họ đã cắt ở vùng đất của Apurinã bị cô lập trước đó ở Amazonas, nơi "các khu rừng nhiệt đới lớn nhất thế giới" được tìm thấy.
Theo các nhà bảo tồn, Tổng thống Jair Bolsonaro, người nhậm chức vào tháng 1 năm 2019, đã "khuyến khích người khai thác gỗ và nông dân dọn đất", dẫn đến nạn phá rừng mưa nhiệt đới Amazon nhanh chóng – tăng 88% trong tháng 6 so với tháng 6 đến tháng 6 năm 2018, theo INPE.